# SabadellGallego
SabadellGallego es la marca con la que opera Banco Sabadell en Galicia tras la adquisición del Banco Gallego por parte del Banco Sabadell. El SabadellGallego se dedica a la banca comercial para particulares y empresas.
En julio de 2015, se anunció que Banco Sabadell había decidido unificar sus marcas territoriales bajo el nombre 'Sabadell'. En agosto, comenzarían a desarrollarse los cambios de rotulación en las oficinas con las marcas SabadellAtlántico y SabadellCAM. SabadellHerrero, SabadellGuipuzcoano y SabadellGallego pasarán a adoptar también la nueva denominación en el futuro. SabadellUrquijo y SabadellSolbank se mantendrán.

## Historia

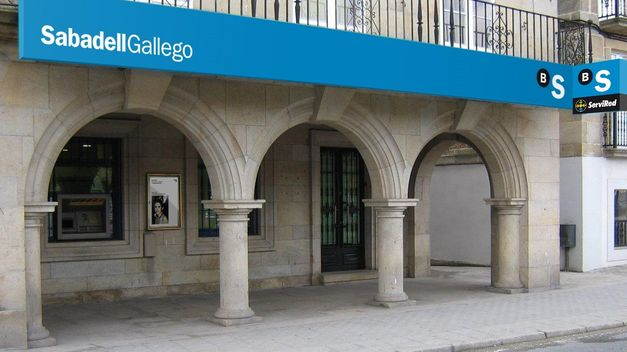

El 17 de abril de 2013, Banco Sabadell adquirió Banco Gallego al FROB.
El 28 de octubre de 2013, culminó el proceso de compra, y ese mismo día se puso en marcha la marca comercial SabadellGallego.
El 21 de noviembre de 2013, el consejo de administración de Banco Sabadell aprobó la fusión por absorción de Banco Gallego.
Entre el 14 y el 16 de marzo de 2014, se produjo la plena integración de Banco Gallego en Banco Sabadell con la unificación de los sistemas operativos y tecnológicos y el cambio de marca. Las oficinas de Banco Gallego en Galicia, que fueron redenominadas con la marca SabadellGallego, se integraron a la plataforma tecnológica del grupo Banco Sabadell. Por otro lado, las 28 oficinas del banco que aún operaban con la marca SabadellAtlántico en la comunidad gallega pasaron a denominarse SabadellGallego. La red de Banco Gallego ubicada fuera de Galicia se integró con la marca SabadellAtlántico, salvo en las provincias donde operaba con las marcas SabadellHerrero o SabadellGuipuzcoano, donde adquirieron dichas denominaciones.
En julio de 2015, se anunció que Banco Sabadell había decidido unificar sus marcas territoriales bajo el nombre 'Sabadell'. En agosto, comenzarían a desarrollarse los cambios de rotulación en las oficinas con las marcas SabadellAtlántico y SabadellCAM. SabadellHerrero, SabadellGuipuzcoano y SabadellGallego pasarán a adoptar también la nueva denominación en el futuro. SabadellUrquijo y SabadellSolbank se mantendrán.